# Episodi di My Little Pony - L'amicizia è magica (terza stagione)
La terza stagione della serie d'animazione My Little Pony - L'amicizia è magica (My Little Pony: Friendship is Magic) è stata trasmessa in originale a partire dal 10 novembre 2012 su The Hub, concludendosi il 16 febbraio 2013.
La stagione vede Twilight Sparkle percorrere un cammino che la porta ad essere incoronata principessa dell'amicizia nel finale di stagione, e di conseguenza la sua trasformazione in alicorno.
Questa stagione vede anche la dimissione ufficiale della creatrice Lauren Faust dallo show, con la conseguente sostituzione del suo ruolo da Jayson Thiessen come produttore e Meghan McCarthy come sceneggiatrice principale. Un'anteprima delle prime due canzoni della stagione, Son pronta a questo, chi lo sa? ("The Failure Song") e La canzone dei Pony di Cristallo ("The Ballad of the Crystal Empire"), è stata mostrata al San Diego Comic-Con del 2012.
La versione italiana di questa stagione è andata in onda su Cartoonito a partire dal 3 giugno 2013.

## Nota sulla trasmissione di alcuni episodi
Gli episodi Apple Family Reunion, Spike at Your Service e Keep Calm and Flutter On sono slittati di una posizione rispetto all'ordine di produzione (rispettivamente: nono, decimo e undicesimo): sono stati elencati come numero 9, 10 e 11 sulle librerie digitali di iTunes e Zap2it, e anche dalla storyboard artist Raven Molisee sul proprio account deviantART, ma sono rispettivamente l'ottavo, in nono e il decimo in ordine di messa in onda su Hub Network.
Al contrario, l'ottavo episodio per ordine di produzione, Just For Sidekicks, è andato in onda per undicesimo.
Nella versione italiana e in altre versioni internazionali, l'ordine di messa in onda rispecchia quello di produzione.

## Lista episodi
| Seconda stagione | Quarta stagione |

| Episodio     | Titolo                              | Titolo                      | Prima TV         | Prima TV       |
| # (tot) stag | italiano                            | originale                   | Stati Uniti      | Italia         |
| ------------ | ----------------------------------- | --------------------------- | ---------------- | -------------- |
| (53) 1       | L'impero di cristallo - parte 1     | The Crystal Empire - Part 1 | 10 novembre 2012 | 3 giugno 2013  |
| (54) 2       | L'impero di cristallo - parte 2     | The Crystal Empire - Part 2 | 10 novembre 2012 | 4 giugno 2013  |
| (55) 3       | Troppe Pinkie Pie                   | Too Many Pinkie Pies        | 17 novembre 2012 | 5 giugno 2013  |
| (56) 4       | Una mela marcia                     | One Bad Apple               | 24 novembre 2012 | 6 giugno 2013  |
| (57) 5       | Duello magico                       | Magic Duel                  | 1º dicembre 2012 | 7 giugno 2013  |
| (58) 6       | Notte insonne a Ponyville           | Sleepless in Ponyville      | 8 dicembre 2012  | 8 giugno 2013  |
| (59) 7       | L'accademia dei Wonderbolts         | Wonderbolts Academy         | 15 dicembre 2012 | 8 giugno 2013  |
| (60) 8       | La rimpatriata della famiglia Apple | Apple Family Reunion        | 22 dicembre 2012 | 13 giugno 2013 |
| (61) 9       | Il codice del drago                 | Spike at Your Service       | 29 dicembre 2012 | 14 giugno 2013 |
| (62) 10      | Mantieni la calma e vai avanti      | Keep Calm and Flutter On    | 19 gennaio 2013  | 17 giugno 2013 |
| (63) 11      | Spike si mette nei guai             | Just For Sidekicks          | 26 gennaio 2013  | 12 giugno 2013 |
| (64) 12      | I giochi di Equestria               | Games Ponies Play           | 9 febbraio 2013  | 18 giugno 2013 |
| (65) 13      | L'ingrediente magico: l'amicizia    | Magical Mystery Cure        | 16 febbraio 2013 | 19 giugno 2013 |

## Dettagli episodi

### The Crystal Empire - Part 1
- Titolo italiano (Cartoonito): L'impero di cristallo - parte 1
- Regia: Jayson Thiessen, James Wootton[5]
- Sceneggiatura: Meghan McCarthy
- Storyboard: Tom Sales, Johnny Castuciano[5]

Princess Celestia convoca a Canterlot Twilight per un "test", che si rivela consistere nel recarsi all'Impero di Cristallo, un misterioso reame ricomparso improvvisamente dopo essere sparito per mille anni, per proteggerlo dall'ombra del malvagio unicorno Sombra, che desidera riconquistare l'Impero dopo esserne stato cacciato dalle principesse e bandito nei ghiacci artici. Dopo aver raggiunto Princess Cadance e Shining Armor, che si sono già recati sul posto, Twilight e le amiche scoprono grazie a un antico libro di storia che l'Impero può essere protetto grazie a una "Fiera del Cristallo", nella quale gli abitanti fanno rilucere in un "cuore di cristallo" la loro speranza, allontanando dalla regione i pericoli grazie al potere dell'artefatto. Twilight intaglia perciò un cristallo a forma di cuore e, con l'aiuto delle amiche, organizza una perfetta Fiera di Cristallo cui invita tutti gli abitanti dell'Impero, allo scopo di sconfiggere Sombra prima che la magia protettiva di Cadance si esaurisca; le cose si complicano quando le protagoniste scoprono che "Cuore di Cristallo" è il nome di un'antica reliquia, e non un nome generico, e che pertanto la cerimonia risulterà inutile senza il vero Cuore.

### The Crystal Empire - Part 2
- Titolo italiano (Cartoonito): L'impero di cristallo - parte 2
- Regia: Jayson Thiessen, James Wootton[5]
- Sceneggiatura: Meghan McCarthy
- Storyboard: Raven Molisee, Nicole Wang[5]

Cadance, ormai allo stremo delle forze, sviene, causando la scomparsa della barriera che proteggeva l'Impero; Sombra si prepara ad attaccare la città, ma Cadance riesce a riprendersi e a ripristinare la barriera giusto in tempo. Twilight lascia alle amiche l'incarico di tenere occupati i pony di cristallo mentre lei cerca il vero Cuore di Cristallo: Spike la accompagna, promettendo di non intromettersi per non compromettere l'esito del test che Twilight sta affrontando, e i due si recano all'interno del castello, dove Twilight sospetta si trovi il Cuore. Ella trova la sala del trono e, ricordando una frase di Princess Celestia, colpisce un cristallo con un incantesimo oscuro, rivelando una scala segreta che conduce a una porta; dopo aver aperto la porta con un'altra magia oscura, Twilight si ritrova faccia a faccia con Princess Celestia, che le comunica freddamente che ha fallito il test. L'arrivo di Spike, comunque, la risveglia da quella che si rivela un'illusione causata dalla porta, e i due si dirigono in fretta in cima alla rampa di scale al di là della porta, in cima alle quali si trova il Cuore di Crisallo. Nel frattempo, le amiche di Twilight si trovano sempre più in lotta contro il tempo, specialmente quando i pony di cristallo scoprono l'assenza del Cuore di Cristallo, iniziando a disperare per la propria sorte. Twilight, caduta prigioniera di un incantesimo di Sombra, riesce a salvare il Cuore di Cristallo e ad affidarlo a Spike, che a sua volta lo reca ai pony di cristallo, grazie all'aiuto di Cadance e Shining Armor. Sombra viene repulso dal potere del Cuore, che dota temporaneamente tutti i presenti di un aspetto brillante come quello di un cristallo. Infine, le sei amiche e Spike tornano a Canterlot, dove Twilight viene promossa nel test per aver dimostrato che le importava di più della sorte degli amici che della propria, avendo rinunciato a consegnare personalmente il Cuore di Cristallo. I nuovi sovrani dell'Impero di Cristallo diventano Cadance e Shining Armor, che lo governano serenamente.

### Too Many Pinkie Pies
- Titolo italiano (Cartoonito): Troppe Pinkie Pie
- Regia: Jayson Thiessen[6]
- Sceneggiatura: Dave Polsky
- Storyboard: Sabrina Alberghetti, Dave Weibe[6]

Non riuscendo a decidere con quale amica trascorrere il tempo, Pinkie Pie si reca a un magico laghetto sotterraneo in grado di creare un doppione di se stessa. Tuttavia, la situazione va fuori controllo quando i suoi doppioni iniziano a loro volta a immergersi nel laghetto e a duplicarsi, non badando alla Pinkie Pie originale. Dopo aver assistito all'invasione dell'intera città da parte dell'armata di doppioni, Twilight scopre un incantesimo in grado di farli sparire, ma per poterlo adoperare si trova nella necessità di discernere la vera Pinkie; su suggerimento della stessa Pinkie, raduna allora tutti i doppioni e li costringe a rimanere immobili a guardare asciugare un muro appena verniciato, con il monito che chi si fosse distratto sarebbe stato colpito dall'incantesimo. I doppioni iniziano pian piano a perdere interesse e a essere di conseguenza fatti sparire dalla magia di Twilight, finché non rimane solo la Pinkie originale, l'unica che sentiva di non potersi permettere di fallire la prova e perdere di conseguenza le proprie amiche.
- Rapporto di Pinkie sull'amicizia: è fantastico divertirsi, ma è ancora meglio avere fantastici amici. E avere un sacco di amici significa che a volte devi scegliere con chi passare il tempo; ma non importa, perché i buoni amici ti offrono sempre tante occasioni per divertirsi. Quindi, anche se una volta rimani escluso, non è mai per troppo tempo.

### One Bad Apple
- Titolo italiano (Cartoonito): Una mela marcia
- Regia: James Wootton[7]
- Sceneggiatura: Cindy Morrow
- Storyboard: Sherann Johnson, Emmett Hall[7]

Le Cutie Mark Crusaders incontrano per la prima volta una cugina di Apple Bloom proveniente da Manehattan, Babs Seed, e la invitano a unirsi al loro gruppo in quanto fianco bianco; tuttavia, Babs Seed decide al contrario di schierarsi dalla parte di Diamond Tiara e Silver Spoon, iniziando a comportarsi in modo sgarbato nei confronti delle tre amiche. Le Cutie Mark Crusaders decidono allora di vendicarsi facendo salire Babs Seed su un carro da parata che avevano manomesso, ma quando Applejack racconta loro di come la pony sia stata vittima di bullismo a Manehattan per il fatto di non possedere ancora il cutie mark, si ravvedono immediatamente e riescono a salvarla; Babs Seed, a sua volta, ammette di aver cominciato con il piede sbagliato e diventa anch'essa una Cutie Mark Crusader.

### Magic Duel
- Titolo Italiano (Cartoonito): Duello magico
- Regia: Jayson Thiessen[8]
- Sceneggiatura: M. A. Larson
- Storyboard: Lih Liau, Marshall Fels Elliott[8]

Trixie fa ritorno a Ponyville con un potente talismano, chiamato Amuleto dell'Alicorno, per vendicarsi dell'umiliazione subita a causa di Twilight in occasione della sua prima apparizione in città. Dopo aver sconfitto Twilight in una dimostrazione di poteri magici, l'unicorno azzurro assume il controllo della città e ne bandisce la rivale, impedendo l'entrata e l'uscita dalla città tramite un'enorme cupola trasparente. Dopo essersi allenata presso Zecora, Twilight viene raggiunta da Fluttershy - riuscita a uscire di nascosto da Ponyville - da cui apprende l'identità dell'amuleto di Trixie; si rende così conto che esso le ha conferito grandi poteri magici e l'ha resa malvagia, e inoltre che solo colei che indossa l'amuleto ha la facoltà di toglierselo. Sfidata Trixie a un secondo confronto, Twilight le mostra un amuleto che dichiara essere ancora più potente di quello dell'Alicorno, e sfoggia doti magiche ancora superiori a quelle dell'altro unicorno, finché questa, approfittando della distrazione di Twilight, le sottrae l'artefatto; dopo essersi tolta l'Amuleto dell'Alicorno per indossare l'altro, tuttavia, Trixie scopre che esso è privo di poteri, e che Twilight non ha fatto altro che adoperare alcuni stratagemmi per simulare le proprie magie, servendosi dell'aiuto delle proprie amiche e dei consigli di Zecora. Ritornata in sé, Trixie chiede e ottiene il perdono di Twilight, e corre via mentre a Ponyville si celebra una festa in onore di Princess Celestia e di alcuni rappresentanti della Saddle Arabia.

### Sleepless in Ponyville
- Titolo Italiano (Cartoonito): Notte insonne a Ponyville
- Regia: James Wootton[8]
- Sceneggiatura: Corey Powell
- Storyboard: Justin Nichols, Corey Toomey[8]

Le Cutie Mark Crusaders partono per un campeggio assieme ad Applejack, Rarity e Rainbow Dash; Scootaloo, decisa a mostrarsi coraggiosa agli occhi di Rainbow, si finge indifferente alle storie d'orrore di quest'ultima, ma in realtà viene assalita dagli incubi durante la notte. La notte successiva, ancora turbata dagli incubi, viene visitata in sogno e confortata da Princess Luna, che allo stesso tempo la avverte che gli incubi avrebbero avuto termine solo a patto che si decidesse ad affrontare la propria paura di apparire debole agli occhi di Rainbow Dash. Svegliatasi nel cuore della notte, Scootaloo viene messa in fuga da alcuni rumori, e finisce con il precipitare nelle rapide, per poi essere salvata all'ultimo momento da Rainbow Dash. Scootaloo le confessa allora di essersi spaventata per le sue storie dell'orrore, e Rainbow la consola ammettendo che ella stessa, da piccola, si era spaventata allo stesso modo, promettendole poi che si sarebbe fatta carico di prendersi cura di lei d'ora in avanti.

### Wonderbolts Academy
- Titolo Italiano (Cartoonito): L'accademia dei Wonderbolts
- Regia: Jayson Thiessen[8]
- Sceneggiatura: Merriwether Williams
- Storyboard: Tom Sales, Johnny Castuciano[8]

Rainbow Dash viene accettata nell'accademia di volo dei Wonderbolt, dove dà prova di grande abilità, eguagliata solo da Lightning Dust, una pegasus pony che non esita a spingersi oltre i propri limiti e che mantiene un'attitudine estremamente competitiva nei confronti dei compagni di corso. Per questo motivo, al momento di dividere la squadra in coppie, la capitana dei Wonderbolt Spitfire decide di assegnare a Rainbow Dash il ruolo di spalla, e a Lightning Dust quello di capo. Inizialmente, Rainbow decide di mostrarsi all'altezza emulando le imprese più spericolate della compagna, ma in seguito, quando ciò finisce con il mettere in pericolo le proprie amiche, capisce che Lightning si sta comportando in modo sbagliato: presentatasi da Spitfire, dichiara che se essere Wonderbolt significa comportarsi in modo spericolato, ella non vuole averne a che fare, e annuncia di voler lasciare l'accademia. Spitfire, dicendosi d'accordo con Rainbow, toglie a Lightining il ruolo di capo e lo conferisce alla prima.

### Apple Family Reunion
- Titolo italiano (Cartoonito): La rimpatriata della famiglia Apple
- Regia: Jayson Thiessen[9]
- Sceneggiatura: Cindy Morrow
- Storyboard: Sabrina Alberghetti, Dave Weibe[9]

In occasione della tradizionale riunione di famiglia, Applejack si offre volontaria per occuparsi delle attività ricreative; tuttavia, nel tentativo di organizzare una riunione memorabile, finisce con il perdere di vista le cose importanti, e si concentra solo sul fatto che i pony svolgano attività di gruppo senza badare a cosa questi vogliano effettivamente fare: alla fine, il giro sul carretto da lei programmato non va come previsto e causa la distruzione della fattoria. Dopo un primo momento di disperazione per aver rovinato un evento tanto importante e per aver demolito la propria abitazione, Applejack s'ingegna nel proporre come attività la ricostruzione dell'edificio, che viene portata a termine rapidamente e in un clima di allegrezza da parte di tutti i membri della famiglia Apple, che riescono pertanto a scattare la tradizionale fotografia di gruppo davanti alla fattoria, e soprattutto a serbare un ricordo positivo e indimenticabile della giornata.
- Rapporto di Applejack sull'amicizia: Quando sei con gente a cui tieni, non devi far molto per rendere quei momenti memorabili: anche le attività più semplici possono acquistare un enorme significato. E scoprirai che ti ricorderai del "chi" molto tempo dopo esserti dimenticato del "cosa".

### Spike at Your Service
- Titolo italiano (Cartoonito): Il codice del drago
- Regia: James Wootton[9]
- Sceneggiatura: Merriwether Williams, storia di Dave Polsky
- Storyboard: Mike West, Emmett Hall[9]

Dopo essere stato salvato da Applejack, Spike insiste nel saldare il suo debito mettendosi al servizio della sua benefattrice; quest'ultima, inizialmente, cede alle sentite richieste di Spike, che afferma di non poter fare a meno di onorare il proprio codice d'onore da drago, ma in seguito, dopo i numerosi disastri provocati involontariamente dal draghetto durante vari incarichi, si rivolge alle amiche in cerca di aiuto. Alla fine, le sei protagoniste escogitano un trucco per fare in modo che Spike possa a sua volta salvare la vita a Applejack, ma la loro messinscena, che prevedeva l'uso di un burattino a forma di un minaccioso "lupo del legno" (timberwolf in originale), viene interrotta dall'arrivo di veri lupi del legno, che finiscono con il mettere davvero in pericolo Applejack, finché questa non viene effettivamente salvata dall'intervento di Spike. In seguito, parlando con Applejack e le altre, Spike capisce di aver esagerato, e si ripromette di tenere a mente che un atto di cortesia è ciò che caratterizza un amico, e non è necessario ripagarlo a tutti i costi.

### Keep Calm and Flutter On
- Titolo italiano (Cartoonito): Mantieni la calma e vai avanti
- Regia: Jayson Thiessen[9]
- Sceneggiatura: Dave Polski, storia di Teddy Antonio
- Storyboard: Lih Liau, Marshall Fels Elliot[9]

Princess Celestia, durante una visita a Ponyville, incarica Fluttershy di redimere Discord per usare la sua magia per il bene invece che per il male, consegnando alle sei pony gli Elementi dell'Armonia nel caso che Discord sfugga al loro controllo. Questa decisione da parte dell'Alicorno getta nella confusione le sei amiche, ma Fluttershy, incoraggiata dalla principessa stessa, decide comunque di assolvere il suo compito, e Discord viene liberato dalla sua prigione di pietra. Discord, inizialmente, non riesce a convincersi che le sei possano riuscire a redimerlo, ma dopo la minaccia di Twilight di farlo tornare di pietra, uno stato che allo spirito del caos non piace per niente, alla fine accetta e decide di stabilirsi proprio a casa di Fluttershy.

Al contrario delle amiche, che si mostrano ancora ostili nei confronti del draconequus, Fluttershy tenta di instaurare con lui un rapporto di fiducia reciproca, arrivando addirittura a considerarlo suo amico durante una cena a dir poco "caotica".

Ma Discord è comunque lo Spirito del Caos e della Disarmonia, e facendo leva sull'amicizia di Fluttershy, la sua unica amica, riesce a farsi promettere che lei non userà il suo potere dell'armonia contro di lui. Fluttershy accetta, e Discord trasforma Sweet Apple Acres in un enorme lago ghiacciato. Tuttavia Discord si rende conto che, così facendo, perderà l'amicizia di Fluttershy, e dovendo scegliere tra essa e la libertà di creare scompiglio, preferisce la prima. Alla fine della puntata, il draconequus si presenta davanti a Celestia e dichiara di essere «pronto a usare la [propria] magia per il bene anziché il male (la maggior parte delle volte)».

### Just For Sidekicks
- Titolo italiano (Cartoonito): Spike si mette nei guai
- Regia: James Wootton[9]
- Sceneggiatura: Corey Powell
- Storyboard: Raven Molisee, Jocelan Theissen[9]

Spike, nell'intento di ottenere gemme per una grandiosa torta di pietre preziose, convince le protagoniste, in procinto di partire per l'Impero di Cristallo, ad affidare a lui la custodia dei loro animaletti durante la loro assenza. Sfuggitagli rapidamente di mano la situazione, tuttavia, Spike tenta inizialmente di scaricare l'impegno preso su Apple Bloom, Sweetie Belle e Scootaloo, cosa che però gli fa guadagnare solo qualche tempo prima che le Cutie Mark Crusaders perdano le speranze di guadagnare il cutie mark come pet-sitter e gli rendano l'onere. Alla fine, a causa dell'irrequietezza del coniglietto Angel, Spike si ritrova assieme alle Cutie Mark Crusaders e ai sei animali che sta curando su un treno per l'Impero di Cristallo; riuscendo con difficoltà a non farsi vedere dalle protagoniste, che stanno prendendo il medesimo treno per tornare a Ponyville, Spike si rimpiatta con gli animali sotto un sedile; dopo aver sentito Twilight esprimere la propria fiducia in lui, il draghetto capisce di essere stato egoista e non aver badato agli animali come si doveva, e domanda loro scusa, ottenendo il loro perdono. Tornati a Ponyville, Spike e compagnia riescono a sgattaiolare fuori dal treno senza che nessuno si accorga della loro presenza, e le protagoniste si complimentano con lui per l'ottimo lavoro svolto.

### Games Ponies Play
- Titolo italiano (Cartoonito): I giochi di Equestria
- Regia: James Wootton
- Sceneggiatura: Dave Polsky
- Storyboard: Cory Toomey[10], Justin Nichols[11]

La storia si svolge parallelamente agli avvenimenti raccontati nell'episodio precedente. Lasciati i propri animaletti domestici a Spike, le protagoniste si recano all'Impero di Cristallo. Con l'avvicinarsi dei Giochi di Equestria, infatti, esse sono state convocate dalla principessa Cadance per invitare l'Ispettrice dei giochi a scegliere l'Impero di Cristallo come paese che ospiterà i Giochi.
Arrivate al cospetto della principessa, tuttavia, subito cominciano i problemi. Infatti si viene a sapere che l'acconciatrice personale di Cadance, che avrebbe dovuto acconciarle in maniera cerimoniale la criniera, è malata e pertanto impossibilitata a venire, e che l'Ispettrice arriverà a momenti.
Rarity si offre per sostituire l'acconciatrice, mentre le altre partono per accogliere l'Ispettrice, il cui bagaglio, vengono informate, è una valigia a fiori. Giunte alla stazione, a causa del bagaglio, scambiano una pony comune per l'Ispettrice, e la invitano a un tour del Palazzo di Cristallo, senza accorgersi che la vera Ispettrice è proprio dietro di loro, irritata dalla mancata accoglienza. Rainbow Dash, memore della delusione provata anni prima all'annuncio che i Giochi non si sarebbero tenuti nella propria città come previsto, fa di tutto per mettere a proprio agio quella che ritiene essere l'Ispettrice, non volendo che i puledri dell'Impero di Cristallo ricevano la stessa delusione.
L'equivoco viene infine alla luce e, all'arrivo di Cadance, finalmente pronta, tutto sembra perduto. Per fortuna qui entra in scena la pony sconosciuta, che informa l'Ispettrice del caloroso benvenuto datole da Twilight e le altre: l'Ispettrice, colpita dalla descrizione dell'ospitalità delle pony, decide così di ospitare i Giochi di Equestria nell'Impero di Cristallo.

### Magical Mystery Cure
- Titolo italiano (Cartoonito): L'ingrediente magico: l'amicizia
- Regia: James Wootton
- Sceneggiatura: M.A Larson
- Storyboard: Tom Sales[12], Johnny Castuciano[13], Sabrina Alberghetti[14]

Poco dopo il suo risveglio, Twilight scopre con costernazione che i cutie mark delle sue amiche sono stati permutati: Rarity ha ora il simbolo di Rainbow Dash, che da parte sua ha quello di Fluttershy, la quale ha quello di Pinkie Pie, che ha invece quello di Applejack, e questa ha a sua volta quello di Rarity; tutte si impegnano invano a svolgere il compito richiesto loro dal cutie mark, in cui non sono portate. Twilight si rende conto che il giorno prima, tentando di ottemperare alla richiesta di Princess Celestia di completare un antico incantesimo sviluppato inizialmente — senza successo — dal grande mago del passato Star Swirl il Barbuto, ella stessa aveva causato involontariamente il rimescolamento degli Elementi dell'armonia, con le conseguenze del caso. Facendo leva sull'amicizia che lega le proprie amiche le une alle altre, Twilight riesce a porre rimedio alla situazione e a far riscoprire a ciascuna il proprio vero destino, cutie mark compreso.
A questo punto, Twilight riesce a completare l'incantesimo di Star Swirl, che non aveva compreso appieno il potere dell'amicizia, e viene immediatamente trasportata al cospetto di Celestia in un luogo etereo; la principessa, congratulandosi con l'allieva, le annuncia che è ormai pronta per compiere il suo destino, e grazie a un incantesimo trasforma il suo corpo in quello di un "alicorno", un unicorno alato. Tornate dalle amiche di Twilight, Celestia rivela loro che quest'ultima ha mostrato di essere degna di coprire il ruolo di principessa d'Equestria. Il giorno seguente le conferisce questo titolo con una solenne cerimonia a Canterlot.